# Emre Mor
Emre Mor (* 24. Juli 1997 in Kopenhagen) ist ein türkisch-dänischer Fußballspieler. Er steht als Leihspieler des türkischen Erstligisten Fenerbahçe Istanbul bei Eyüpspor unter Vertrag. Nachdem er zunächst für dänische Nachwuchsnationalmannschaften gespielt hatte, war er nach seinem Verbandswechsel ab 2016 für ein Jahr türkischer A-Nationalspieler.

## Kindheit und Jugend
Emre Mor wurde am 24. Juli 1997 als Sohn eines türkischen Vaters aus Sivaslı in der Ägäisprovinz Uşak und einer dänischen Mutter mazedonischer Herkunft in Brønshøj, einem Stadtteil von Kopenhagen, geboren. Seine Mutter erlaubte ihm, mit 16 Jahren das Gymnasium zu verlassen, um Fußballprofi zu werden.

## Karriere

### Verein

#### Brønshøj BK, Lyngby BK und der FC Nordsjælland (2001–2016)
Er begann mit dem Fußballspielen 2001 in der Jugend von Brønshøj BK, bevor er 2006 zu Lyngby BK wechselte. Im Dezember 2013 absolvierte er ein Probetraining beim französischen Erstligisten AS Saint-Étienne, jedoch kam es zu keiner Verpflichtung.
In der Winterpause der Saison 2014/15 wechselte Mor in die Jugend des FC Nordsjælland. Am 28. November 2015 gab er sein Profidebüt, als er beim 0:1 am 17. Spieltag bei Randers FC in der 84. Minute für Gudmundur Thórarinsson eingewechselt wurde. Am 28. Februar 2016 erzielte er sein erstes Tor im Profifußball beim 1:1 am 19. Spieltag im Auswärtsspiel gegen Viborg FF in der 10. Minute mit dem Treffer zum 1:0. Mor kam in der Saison 2015/16 zu 13 Einsätzen und zwei Toren. Der FC Nordsjælland belegte am Saisonende den neunten Platz.

#### Borussia Dortmund (2016–2017)
Zur Saison 2016/17 wechselte Mor zum deutschen Bundesligisten Borussia Dortmund und unterschrieb einen Fünfjahresvertrag. Am 14. September 2016 debütierte Mor im Europapokal, als er beim 6:0-Sieg im ersten Gruppenspiel in der UEFA Champions League gegen Legia Warschau in der 75. Minute für Ousmane Dembélé eingewechselt wurde. Am 17. September 2016 absolvierte er sein Bundesliga-Debüt, als er beim 6:0-Sieg am dritten Spieltag gegen den SV Darmstadt 98 in der 64. Minute erneut für Ousmane Dembélé eingewechselt wurde. In der 88. Minute erzielte er mit dem Tor zum Endstand sein erstes Bundesligator. Mor kam zu drei Einsätzen in der UEFA Champions League und schied dort mit dem BVB im Viertelfinale gegen die AS Monaco aus. In der Liga spielte er in zwölf Partien (ein Tor, ein Platzverweis), belegte mit der Mannschaft den dritten Tabellenplatz und gewann den DFB-Pokal 2016/17.

#### Celta Vigo, Galatasaray Istanbul und Olympiakos Piräus (seit 2017)
Ende August 2017 wechselte Mor zum spanischen Erstligisten Celta Vigo und unterschrieb einen Fünfjahresvertrag. Er gilt als bis dahin teuerster Einkauf in der Clubgeschichte. Sein erstes Spiel absolvierte Emre Mor am 10. September 2017 beim 1:0-Sieg am dritten Spieltag gegen Deportivo Alavés. Sein erstes Tor schoss er am 16. Oktober 2017, als er beim 5:2-Auswärtssieg am achten Spieltag gegen UD Las Palmas die 1:0-Führung erzielte. Am 2. Mai 2018 wurde Emre Mor suspendiert. Bis dahin absolvierte er 23 Punktspieleinsätze (ein Tor) und kam auch viermal in der Copa del Rey zum Einsatz. In der neuen Saison absolvierte Mor zwei Partien in der Copa del Rey sowie zehn Einsätze in der Liga, wobei er zwischenzeitlich vom Mannschaftstraining ausgeschlossen wurde.
Am 2. August 2019 gab Galatasaray Istanbul die Verpflichtung von Mor bekannt. Die Gelb-Roten liehen den Mittelfeldspieler zunächst aus. Galatasaray besaß eine Kaufoption in Höhe von acht Millionen Euro, welche bis zum 31. Mai 2020 gültig war. Kurz vor dem Ende der Wintertransferperiode wechselte Mor auf Leihbasis zu Olympiakos Piräus. Während der Sommertransferperiode der Saison 2020/21 kehrte er nach dem Ablauf des Leihvertrages zu Celta Vigo zurück. Eine Rückkehr nach Dänemark zu Brøndby IF war aufgrund seiner Gehaltsvorstellungen gescheitert.
Am 26. August 2021 wurde Emre Mor an den türkischen Verein Fatih Karagümrük SK ausgeliehen. Nach Ablauf der Leihe kehrte er nicht zu Celta Vigo zurück, sondern wechselte zu Fenerbahçe Istanbul. Im Januar wurde er erneut zum Fatih Karagümrük SK ausgeliehen.

### Nationalmannschaft

#### Dänemark
Mor gab am 5. August 2013 sein Debüt für die dänische U-17-Nationalmannschaft beim 4:0-Sieg gegen Schweden im norwegischen Hamar anlässlich eines internordischen Turniers. Für die U-17 kam er in neun Partien zum Einsatz, darunter auch im Syrenka Cup in Polen und in der Qualifikation zur U-17-Europameisterschaft 2014. Von September 2014 bis Mai 2015 absolvierte Mor für die dänische U-18-Nationalmannschaft sechs Spiele (ein Tor), von Juni bis November 2015 sieben Einsätze für die dänische U-19-Nationalmannschaft, darunter drei Partien in der Qualifikation zur U-19-Europameisterschaft 2016 in Deutschland, und erzielte zwei Tore.

#### Türkei

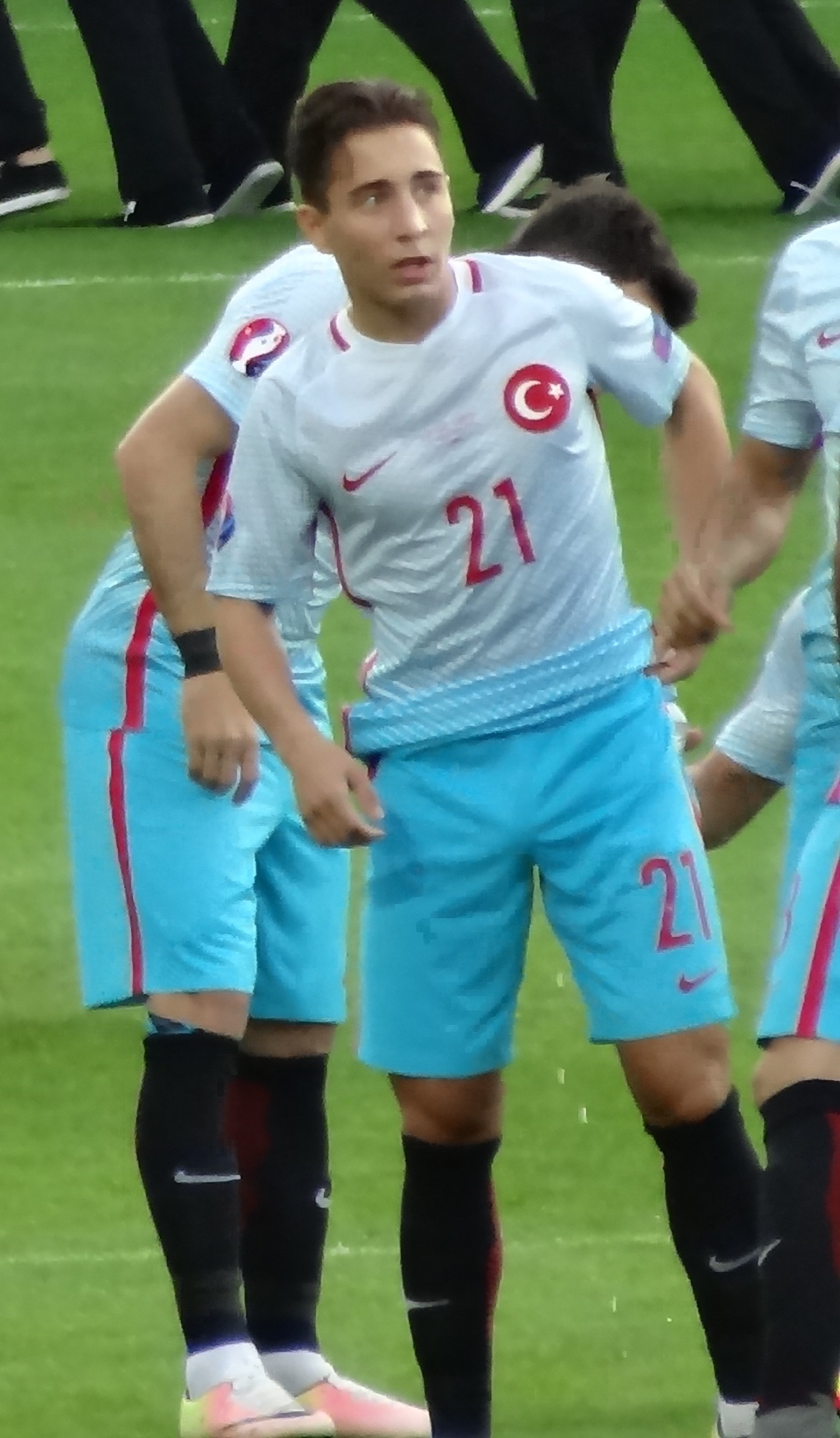
Mor als Nationalspieler während der EM 2016

Im Februar 2016 entschloss sich Mor, künftig für die türkischen Auswahlmannschaften aufzulaufen. Der Trainer der türkischen A-Nationalmannschaft, Fatih Terim, ließ die hierzu benötigte Zustimmung von Emres inhaftiertem Vater besorgen.
Am 29. März 2016 gab er sein Debüt für die türkische U-21-Nationalmannschaft bei der 0:5-Niederlage im Štadión Myjava in Myjava gegen die Slowakei. Am 29. Mai 2016 wurde er beim 1:0-Sieg in Antalya gegen die montenegrinische Nationalmannschaft in der 46. Minute für Volkan Şen eingewechselt und gab damit sein Debüt für die türkische A-Nationalmannschaft. Mor nahm mit der türkischen Nationalmannschaft an der Europameisterschaft 2016 teil und wurde am 12. Juni 2016 im ersten Gruppenspiel gegen Kroatien in der 69. Minute für Cenk Tosun eingewechselt. Danach kam er erst wieder im dritten Spiel gegen Tschechien zum Einsatz. Er stand in der Startelf und bereitete in der 10. Minute das 1:0 für seine Mannschaft vor. Trotz des Sieges im letzten Spiel schied die Türkei als einer der beiden schlechtesten Gruppendritten aus. Beim 3:1-Testspielsieg der Türkei gegen die Republik Moldau am 27. März 2017 erzielte Mor mit dem Treffer zum 1:0 sein erstes Länderspieltor.

## Erfolge und Titel
- Borussia Dortmund
  - DFB-Pokal-Sieger: 2017
- Galatasaray Istanbul
  - Türkischer Fußball-Supercupsieger: Liste der türkischen Supercup-Spiele
- Fenerbahce Istanbul
- 2023 Türkischer Pokal-Sieger

## Sonstiges
Mor spricht Dänisch und Englisch, allerdings kein Türkisch. Er hat die dänische und seit 2016 die türkische Staatsbürgerschaft.

### Biografie
- Timur Tinç: Der türkische Tempodribbler In: Frankfurter Rundschau (FR). 12. Juni 2016
- UEFA.com: Peter Bruun: Europas Wunderkinder: Emre Mor vom 7. Juni 2016